# Landborgspromenaden
Landborgspromenaden er en vandresti langs Landborgen i det vestlige Skåne. Stien er cirka 14 kilometer lang og strækker sig fra det sydlige Helsingborg til Sofiero Slot. Promenaden går gennem flere grønne områder og parker.